# Louis-François-Joseph de Bourbon Busset
Pour les autres membres de la famille, voir Maison de Bourbon Busset.
Louis-François-Joseph de Bourbon, comte de Busset et de Châlus (1er juin 1749, château de Busset - 3 février 1829, château de Busset), est un général français.

## Biographie
Il est le fils du comte François-Louis-Antoine de Bourbon Busset et le petit-fils du maréchal duc Gaspard de Clermont-Tonnerre.
Il devient menin du Dauphin de France (futur Louis XVI). Mousquetaire noir, il suit la carrière des armes et devient capitaine de cavalerie au régiment d'Artois. Il est promu maréchal de camp, puis lieutenant général des armées du roi.
Il est cousin du roi par brevet du 18 mars 1772.
En 1778, il épouse à Boynes Elisabeth Louise Bourgeois de Boynes, et devient le gendre du ministre Pierre Étienne Bourgeois de Boynes; le mariage est célébré par Mgr de Rochechouart, ancien évêque de Bayeux. 
De leur union naît le général François-Louis-Joseph de Bourbon Busset et une fille qui épouse le vicomte Louis Paul de Gouvello, maréchal de camp.